# Leština (Věž)

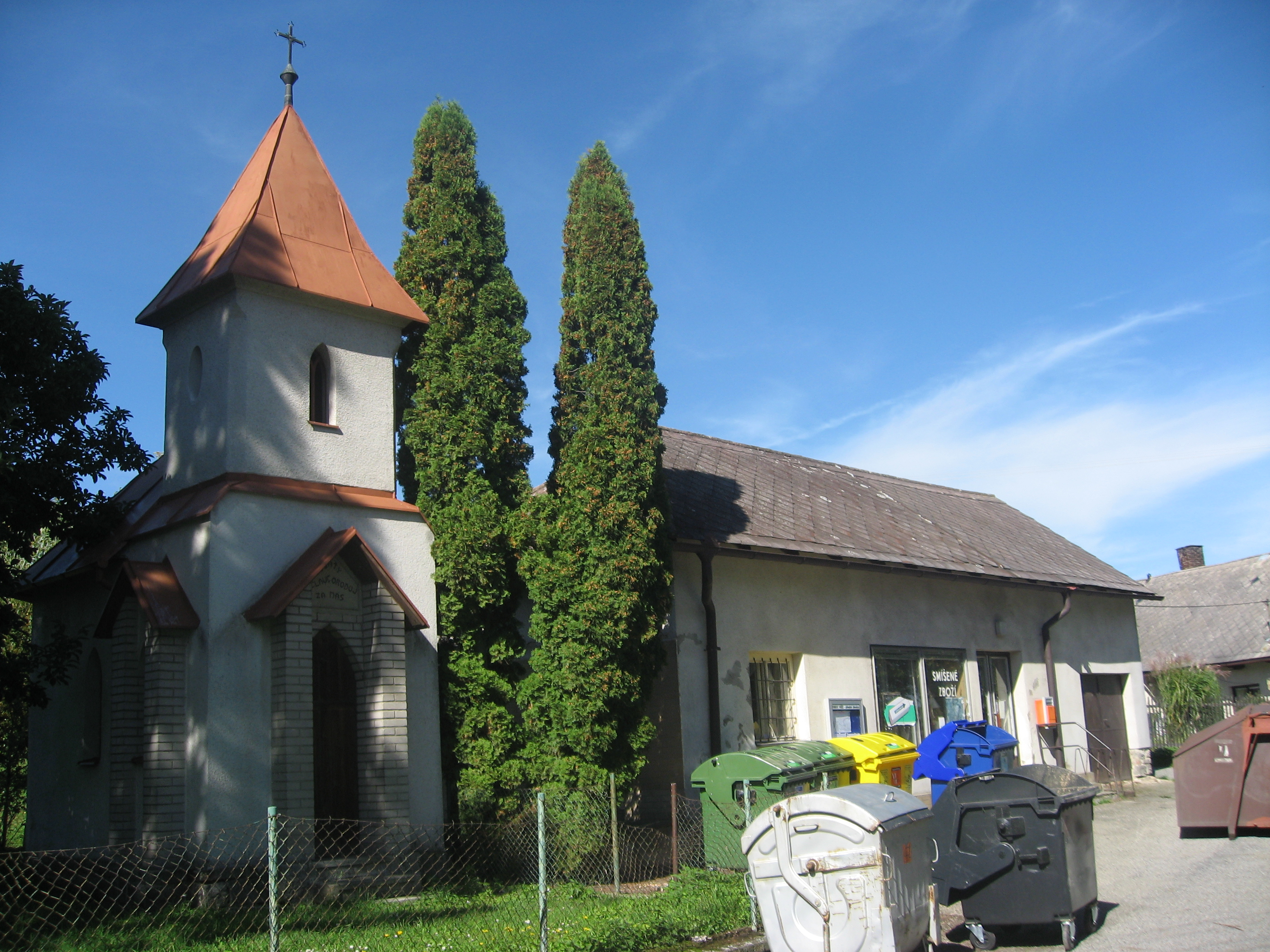
Kapelle des hl. Wenzel

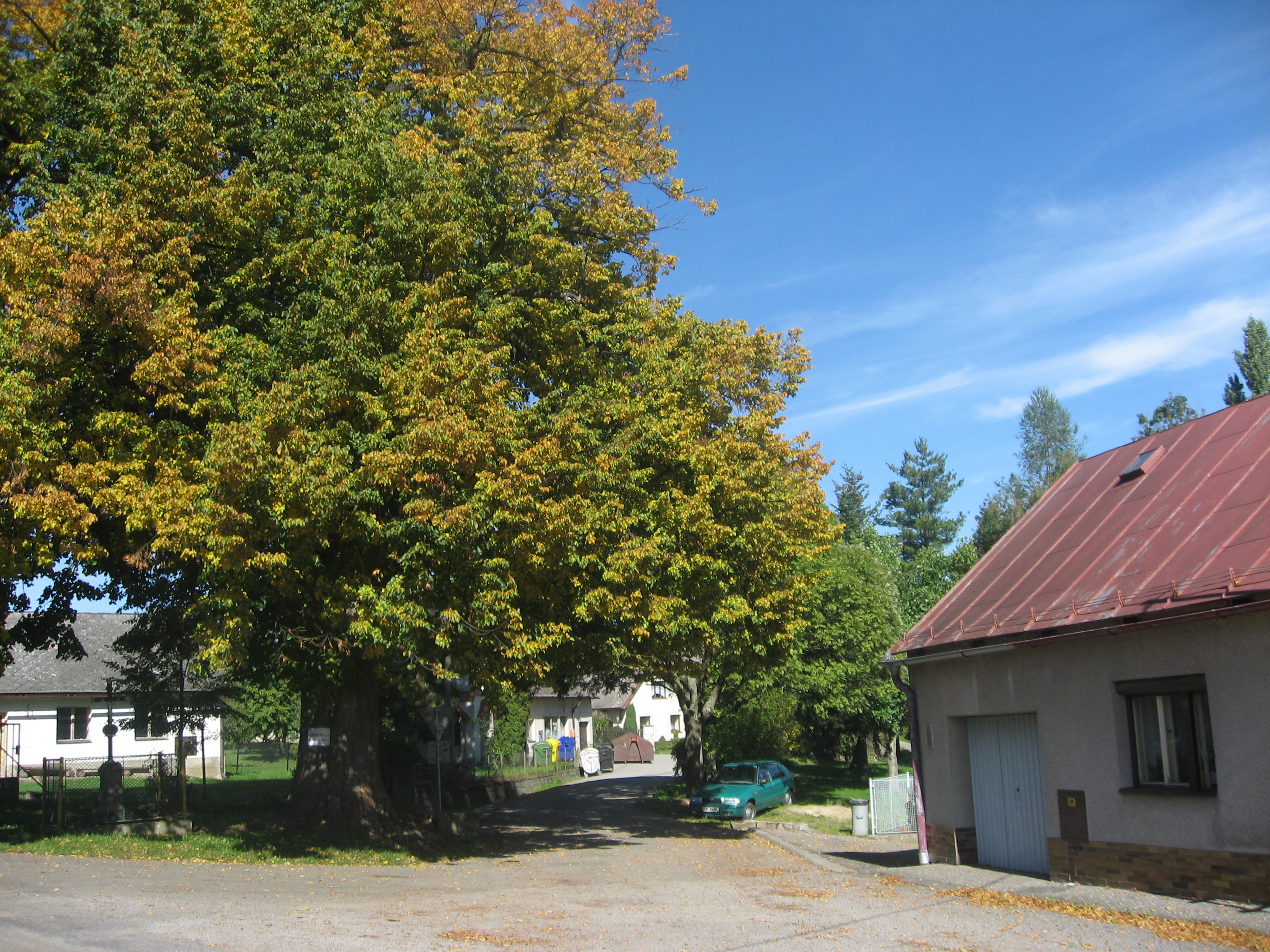
Linde auf dem Dorfplatz

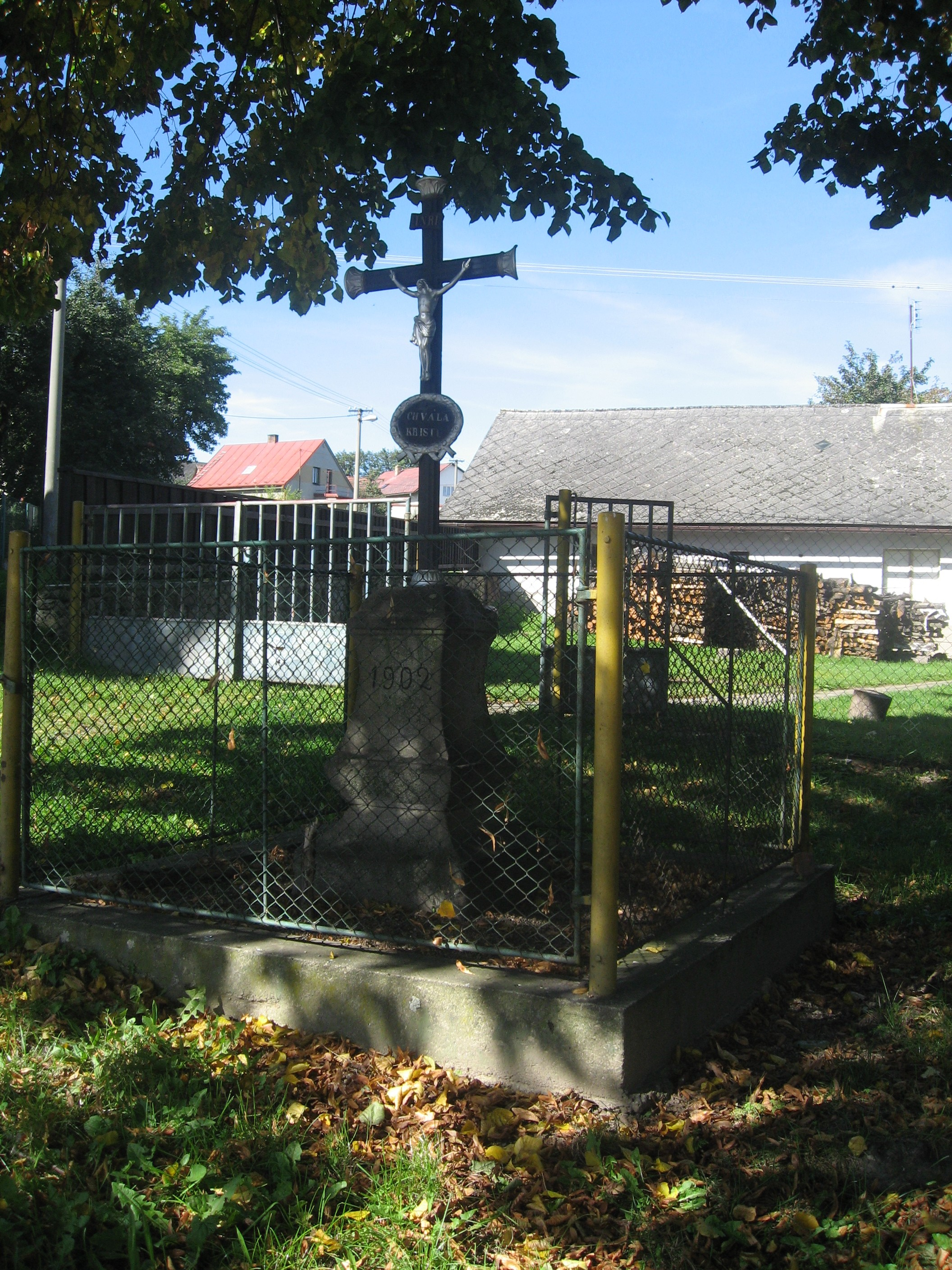
Gusseisernes Kreuz auf dem Dorfplatz

Leština (deutsch Leschtina) ist ein Ortsteil der Gemeinde Věž in Tschechien. Er liegt fünf Kilometer nordöstlich des Stadtzentrums von Humpolec und gehört zum Okres Havlíčkův Brod.

## Geographie
Leština befindet sich linksseitig über dem Tal des Perlový potok (Skaler Bach) am östlichen Abfall des Worlowkammes in der Křemešnická vrchovina (Křemešník-Bergland). Südlich des Dorfes verläuft die Staatsstraße I/34 zwischen Havlíčkův Brod und Humpolec. Im Norden erheben sich der Poláček (644 m n.m.) und der Kopec (655 m n.m.), südöstlich die Ohrada (595 m n.m.), im Westen der Hemberk (612 m n.m.) und der Čejovský kopec (645 m n.m.) sowie nordwestlich der Orlík (Worlow, 678 m n.m.). Im Norden, Westen und Süden wird Leština von den Orlovské lesy (Worlowwald) umgeben. Gegen Norden liegt des Wildgehege Veselsko, südlich der Teich Kachlička.
Nachbarorte sind Loskoty, Na Pelhřimáku, Veselsko und Mozerov im Norden, Jedouchov und Věž im Nordosten, Skála im Osten, Boňkov und Myslivna im Südosten, Splav und Zdislavice im Süden, Bransoudov, Rozkoš und Humpolec im Südwesten, Dusilov und Čejov im Westen sowie Budíkov, Malý Budíkov, Orlovy, Kejžlice und Nový Dvůr im Nordwesten.

## Geschichte
Leština wurde wahrscheinlich wie die umliegenden Orte im 13. Jahrhundert gegründet. Die erste urkundliche Erwähnung des Dorfes erfolgte 1496, als die Brüder Bohuslav und Vlach von Leskovec zusammen mit ihrem Neffen Jetřich Jan die Herrschaft Humpolec mit der Stadt Humpolec, der Burg Orlík, den Dörfern Leština, Skála und Čejov sowie dem wüsten Dorf Bransoudov an Jan Trčka von Lípa verkauften. Leština blieb bis 1559 Teil der Herrschaft Humpolec und wurde dann zusammen mit dem Gut Věž an die Herrschaft Lipnice veräußert. Als Burian III. Trčka von Lípa 1561 die Burg Lipnice an Franz von Thurn und Valsassina verkaufte, wurde Leština von dieser abgetrennt und der Herrschaft Světlá zugeschlagen. Nach der Ermordung von Adam Erdmann Trčka von Lípa konfiszierte Kaiser Ferdinand II. am 29. März 1634 dessen Güter und die seines Vaters Jan Rudolf Trčka von Lípa, deren Schätzwert zusammen bei 4.000.000 Gulden lag; das Konfiskationspatent wurde im Mai 1636 durch den Reichshofrat in Wien bestätigt.
Ferdinand II. ließ die Herrschaft Světlá in landtäflige Güter zerstückeln und verkaufte sie Günstlingen. Den verbliebenen Teil der Herrschaft verkaufte er 1636 seinem Kämmerer und Kriegsrat Don Aldobrandini, der sie dem Sohn des Generals Pappenheim, dem Großprior der Malteser Wolf Adam zu Pappenheim, überließ. Nach dessen Tod erfolgte eine Güterteilung. Die Pappenheimer Erben erhielten das um zahlreiche Dörfer der Herrschaft Světlá, darunter auch Leština, erweiterte Gut Okrouhlice und verkauften es 1637 an Philipp Adam zu Solms-Lich. Während der schwedischen Besetzung der Burg Lipnice war Leština zwischen 1639 und 1648 sowohl Raubüberfällen, Plünderungen und Brandschatzungen durch die Schweden als auch die kaiserlichen Truppen, die die Burg zurückerobern wollten, ausgesetzt. Die meisten Bewohnern versteckten sich in den dichten Wäldern um den Worlow. Aus der berní rula von 1654 geht hervor, dass in Leština nur noch zwei alteingesessene und ein neu angesiedelter Bauer sowie ein Schindler wirtschafteten; ein Bauernhof war noch bewohnt, aber durch den Krieg gänzlich verdorben, ein weiterer lag wüst. Im Okrouhlicer Urbar von 1668 sind für Leština fünfeinhalb Huben Ackerland aufgeführt, die sich auf einen Anderthalbhüfner, zwei Ganzhüfner, einen Dreiviertel- und einem Viertelhüfner verteilten. Michael Achatius von Kirchner, der um 1708 die Güter Pollerskirchen, Herálec und Okrouhlice mit Věž erworben hatte, überließ das Gut Okrouhlice noch im selben Jahre dem Johann Peter Straka von Nedabylic und Libčan. Straka verfügte in seinem 1710 niedergelegten Testament die Errichtung der Straka-Stiftung zur Errichtung einer adeligen Ritterakademie für junge verarmte Adelige. In diese flossen neben seinem Gütern Okrauhlitz, Liebtschan und Ober Weckelsdorf, auch ein Barvermögen von 38.542 Gulden ein. 1715 legte die Gutsherrschaft zwei Bauernwirtschaften zu einem Herrenhof zusammen. Im Theresianischen Kataster von 1754 sind der Gutshof, acht Bauern, acht Häusler und ein Weber aufgeführt. Das Dorf unterstand dem Rychtář in Skala. Nach dem Erlöschen des Grafengeschlechts Straka von Nedabylic wurden die drei Güter ab 1771 als Graf Straka Gestift verwaltet. Da die Straka-Akademie nicht zustande gekommen war, wurde 1782 auf Anordnung des Kaisers Joseph I. aus dem Ertrag der drei Güter ein jährliches Stipendium für studierende böhmische Jünglinge adeligen Standes in sämtlichen k. k. Erblanden ausgelobt. 1792 wurden die drei Stiftungsgüter unter die Oberverwaltung des böhmisch-ständischen Landesausschusses gestellt. Ab 1793 besuchten die Kinder die neueröffnete Schule in Skala.
Im Jahre 1840 bestand das im Caslauer Kreis an der Humpoletzer Straße gelegene Dorf Leschtina bzw. Lesstina aus 27 Häusern, in denen 198 Personen lebten. Südlich lag ein obrigkeitliches Jägerhaus. Pfarrort war Skala.  Bis zur Mitte des 19. Jahrhunderts blieb Leschtina der Stiftungsherrschaft Okrauhlitz untertänig.
Nach der Aufhebung der Patrimonialherrschaften bildete Leština ab 1849 einen Ortsteil der Gemeinde Skála im Gerichtsbezirk Humpoletz. Nach der Schlacht bei Königgrätz zog am 9. Juli 1866 die preußische Armee durch das Dorf in Richtung Wien, nach dem Vorfrieden von Nikolsburg kamen die Preußen am 14. August auf ihrem Rückmarsch wieder nach Leština. Beide Male wurden die Lebensmittelvorräte, Pferde und der Tabak beschlagnahmt und Soldaten einquartiert; an der eingeschleppten Cholera verstarben 22 Einwohner. Ab 1868 gehörte der Ort zum Bezirk Deutschbrod. 1869 hatte Leština 200 Einwohner und bestand aus 32 Häusern. Im Jahre 1900 lebten in Leština 220 Menschen, 1910 waren es 222. Die Freiwillige Feuerwehr wurde 1903 gegründet. Am 1. Juli 1910 wurde das Dorf Teil des neuerrichteten Bezirk Humpoletz. 1912 wurde ein örtliches Armenhaus eingerichtet. Leština löste sich 1919 von Skála los und bildete eine eigene Gemeinde. Der Feldweg von Skála nach Leština wurde 1924 zur Bezirksstraße ausgebaut. 1930 hatte Leština 167 Einwohner und bestand aus 34 Häusern. 1934 erfolgte der Bau der Kapelle, finanziert wurde sie aus einer Sammlung der Einwohner. Die Elektrifizierung des Dorfes erfolgte Ende 1939. Im Zuge der Gebietsreform von 1960 und der Aufhebung des Okres Humpolec wurde die Gemeinde dem Okres Havlíčkův Brod zugeordnet. Am 1. Juli 1985 erfolgte die Eingemeindung nach Věž. Beim Zensus von 2001 lebten in den 42 Häusern des Dorfes 70 Personen.

## Ortsgliederung
Der Ortsteil Leština bildet den Katastralbezirk Leština u Herálce.

## Sehenswürdigkeiten
- Kapelle des hl. Wenzel auf dem Dorfplatz, sie wurde 1934 errichtet und am 28. September desselben Jahres geweiht
- Gedenkstein für die Gefallenen des Ersten Weltkrieges auf dem Dorfplatz, enthüllt 1931
- Gusseisernes Kreuz unter einer mächtigen Linde auf dem Dorfplatz, errichtet 1902
- Burgruine Orlík, im Wald südwestlich des Dorfes
- Erholungsgebiet Kachlička mit Campingplatz und Ferienhauskolonie#

## Persönlichkeiten
- Jan Auerhan (1880–1942), Rechtsanwalt, Statistiker, Geograph